# Oleš
Oleš (hebrejsky עֹלֶשׁ, doslova „Čekanka“, v oficiálním přepisu do angličtiny Olesh) je vesnice typu mošav v Izraeli, v Centrálním distriktu, v Oblastní radě Emek Chefer.

## Geografie
Leží v nadmořské výšce 35 metrů v hustě osídlené a zemědělsky intenzivně využívané pobřežní nížině respektive Šaronské planině, nedaleko od kopcovitých oblastí podél Zelené linie oddělujících vlastní Izrael v mezinárodně uznávaných hranicích od okupovaného Západního břehu Jordánu. Západně od vesnice protéká Nachal Alexander.
Obec se nachází 13 kilometrů od břehu Středozemního moře, cca 35 kilometrů severovýchodně od centra Tel Avivu, cca 53 kilometrů jižně od centra Haify a 12 kilometrů jihovýchodně od města Chadera. Oleš obývají Židé, přičemž osídlení v tomto regionu je etnicky převážně židovské. Západním směrem v pobřežní nížině je osídlení ryze židovské. Na severovýchod a jih od mošavu ovšem leží téměř souvislý pás měst a vesnic obývaných izraelskými Araby – takzvaný Trojúhelník (nejblíže je to město Kalansuva 5 kilometrů odtud). Tento pás narušuje jen židovské sídlo Bat Chefer přímo na východě. 3 kilometry od vesnice probíhá Zelená linie a za ní stojí arabské (palestinské město) Tulkarm. Společně se sousední vesnicí Be'erotajim vytváří Oleš jeden souvislý celek.
Oleš je na dopravní síť napojen pomocí místní komunikace, jež ústí do dálnice číslo 57. Východně od mošavu probíhá také dálnice číslo 6 (Transizraelská dálnice).

## Dějiny
Oleš byl založen v roce 1949. Podle jiného zdroje došlo k založení vesnice až 21. února 1951. Jejími zakladateli byla skupina židovských přistěhovalců z Rumunska. Původně se nazývala Be'erotajim Bet (בארותיים ב'), ale roku 1952 získala nynější jméno.
Správní území mošavu dosahuje cca 3700 dunamů (3,7 kilometrů čtverečních). Místní ekonomika je založena na zemědělství (rostlinná i živočišná výroba).

## Demografie
Podle údajů z roku 2014 tvořili naprostou většinu obyvatel v Oleš Židé (včetně statistické kategorie „ostatní“, která zahrnuje nearabské obyvatele židovského původu ale bez formální příslušnosti k židovskému náboženství).
Jde o menší sídlo vesnického typu s dlouhodobě rostoucí populací. K 31. prosinci 2014 zde žilo 1058 lidí. Během roku 2014 populace stoupla o 0,7 %.
| Rok            | 1961 | 1972 | 1983 | 1995 | 2001 | 2003 | 2004 | 2005 | 2006 | 2007 | 2008 | 2009 | 2010 | 2011 | 2012 | 2013 | 2014 |
| -------------- | ---- | ---- | ---- | ---- | ---- | ---- | ---- | ---- | ---- | ---- | ---- | ---- | ---- | ---- | ---- | ---- | ---- |
| Počet obyvatel | 378  | 301  | 395  | 528  | 683  | 733  | 744  | 774  | 796  | 812  | 816  | 972  | 997  | 985  | 1015 | 1051 | 1058 |